# بابوورث إفرارد (كامبريدجشير)
بابوورث إفرارد (بالإنجليزية: Papworth Everard)‏ هي قرية وأبرشية مدنية تقع في المملكة المتحدة في إنجلترا. يقدر عدد سكانها بـ 2,880 نسمة .

## معرض صور

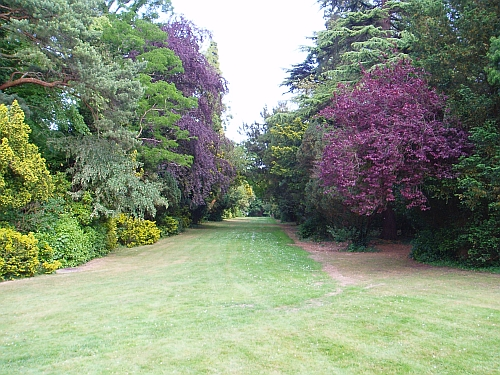
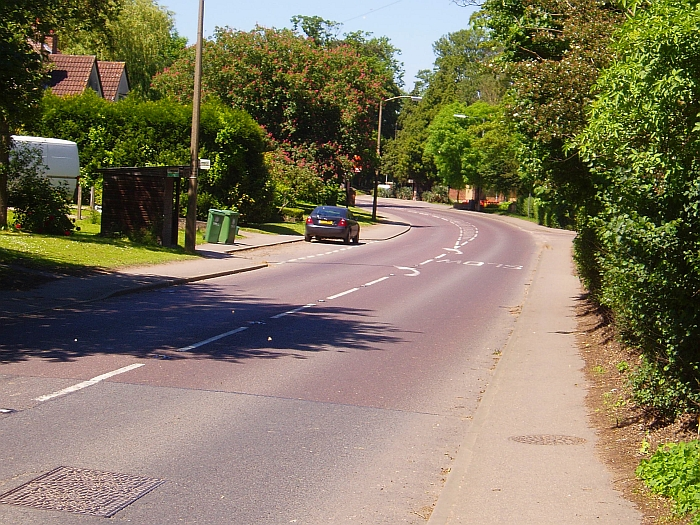
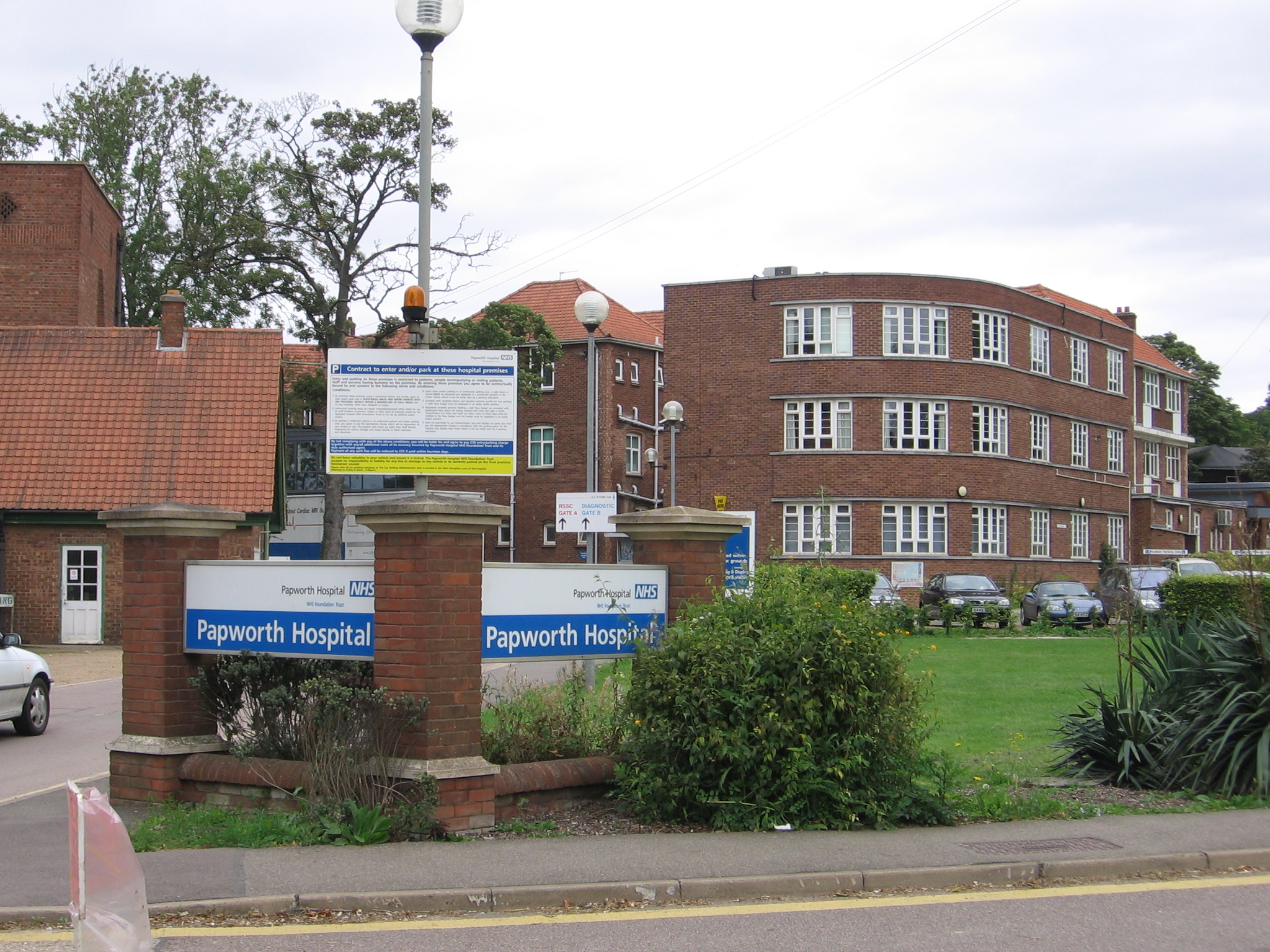
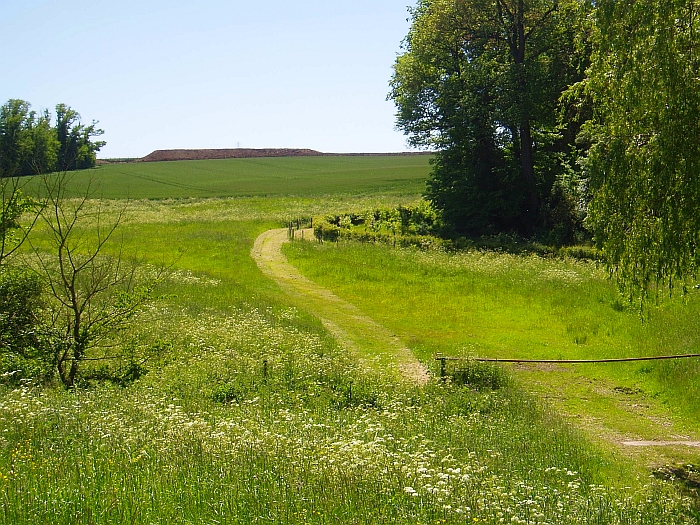
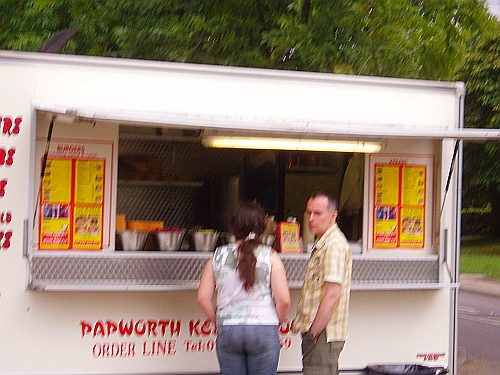
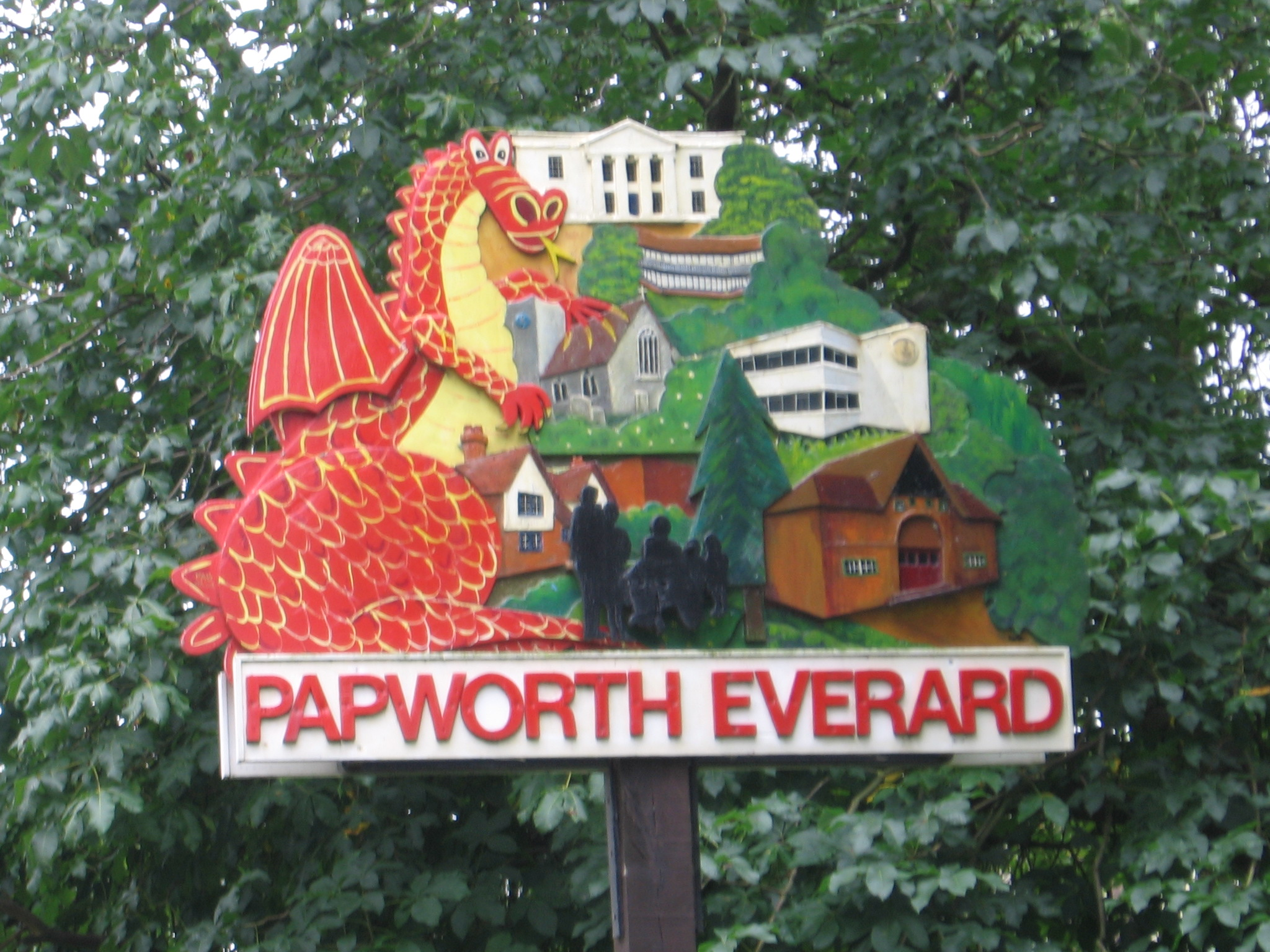